# Павловське буровугільне родовище
Павловське буровугільне родовище — розташоване у Приморському краї Росії.

## Характеристика
Запаси 400 млн т. Пласти від 1.4 до 50 м.

## Технологія розробки
Розробляється відкритим способом. Два розрізи.